# 大泉警察署
大泉警察署（おおいずみけいさつしょ）は、群馬県警察が管轄する警察署の一つである。署長は警視。

## 組織
- 警務課 - 警務係、警察安全相談係、犯罪被害者支援係
- 留置管理課 - 留置管理係
- 会計課 - 会計係
- 生活安全課 - 生活安全係
- 地域課 - 地域係
- 刑事課 - 総務係、刑事係、鑑識係
- 交通課 - 交通係
- 警備課 - 警備係

## 交番

### 大泉町
- いずみ交番（邑楽郡大泉町大字寄木戸614-1）
- 西小泉駅前交番（邑楽郡大泉町西小泉三丁目20番11号）

## 駐在所

### 千代田町
- 赤岩駐在所（邑楽郡千代田町大字赤岩1895-15）
- 上五箇駐在所（邑楽郡千代田町大字上五箇647）

### 邑楽町
- 篠塚駐在所（邑楽郡邑楽町大字篠塚1506-14）
- 中野駐在所（邑楽郡邑楽町大字中野3220-1）
- 石打駐在所（邑楽郡邑楽町大字石打811-3）